# Gałkowice Nowe
Gałkowice Nowe (do 2008 Nowe Gałkowice) – wieś w Polsce położona w województwie łódzkim, w powiecie radomszczańskim, w gminie Kamieńsk. Do 2007 roku nosiła nazwę Nowe Gałkowice.

## Historia
W latach 1975–1998 miejscowość administracyjnie należała do województwa piotrkowskiego.